# Discografia di Shayne Ward
Questa voce contiene la discografia di Shayne Ward, composta, al 2010, da tre album di inediti e sette singoli.

## Album
| Anno | Titolo                                                                                          | Posizione raggiunta | Posizione raggiunta | Posizione raggiunta | Posizione raggiunta | Certificationi                        |
| Anno | Titolo                                                                                          | UK                  | IRL                 | DAN                 | SVE                 | Certificationi                        |
| ---- | ----------------------------------------------------------------------------------------------- | ------------------- | ------------------- | ------------------- | ------------------- | ------------------------------------- |
| 2006 | Shayne Ward - Pubblicazione: 17 aprile 2006 - Etichetta: Syco - Formati: CD, download digitale  | 1                   | 1                   | -                   | 8                   | - Irlanda: 4× Platinum                |
| 2007 | Breathless - Pubblicazione: 26 novembre 2007 - Etichetta: Syco - Formati: CD, download digitale | 2                   | 1                   | 39                  | —                   | - UK: Platinum - Ireland: 5× Platinum |
| 2010 | Obsession - Pubblicazione: 15 novembre 2010 - Etichetta: Syco - Formati: CD, download digitale  | 15                  | 11                  | -                   | —                   |                                       |

## Singoli
| Anno | Singolo               | Posizione raggiunta | Posizione raggiunta | Posizione raggiunta | Posizione raggiunta | Posizione raggiunta | Posizione raggiunta | Album       |
| Anno | Singolo               | UK                  | IRL                 | DAN                 | NOR                 | SVE                 | EU                  | Album       |
| ---- | --------------------- | ------------------- | ------------------- | ------------------- | ------------------- | ------------------- | ------------------- | ----------- |
| 2005 | That's My Goal        | 1                   | 1                   | -                   | -                   | 58                  | 4                   | Shayne Ward |
| 2006 | No Promises           | 2                   | 1                   | -                   | 13                  | 4                   | —                   | Shayne Ward |
| 2006 | Stand by Me           | 14                  | 9                   | -                   | -                   | -                   | 42                  | Shayne Ward |
| 2007 | If That's OK with You | 2                   | 1                   | -                   | -                   | 45                  | -                   | Breathless  |
| 2007 | No U Hang Up          | 2                   | 11                  | 4                   | -                   | 38                  | -                   | Breathless  |
| 2007 | Breathless            | 6                   | 2                   | -                   | -                   | -                   | 25                  | Breathless  |
| 2010 | Gotta Be Somebody     | 12                  | 10                  | -                   | -                   | -                   | -                   | Obsession   |
| 2011 | Obsession             | -                   | -                   | -                   | -                   | -                   | -                   | Obsession   |